# Försoning
För andra betydelser, se Försoning (olika betydelser).
Försoning är när personer, organisationer eller länder som tvistar blir eniga igen. Ordet betecknar en genuin återvunnen samhörighet, inte bara att osämjan upphör. Detta kan också ge tillfälle till återupprättad heder.
I kristendomen är tanken på försoning mellan Gud och människor central. Den närmare innebörden av denna försoningslära är ett viktigt tema i kyrkohistorien.